# هجرة اليهود من الاتحاد السوفيتي إلى إسرائيل في سبعينيات القرن العشرين
في السبعينيات من القرن العشرين، حدثت موجة هجرة كبيرة إلى إسرائيل ليهود من الاتحاد السوفييتي، وذلك لما رفع الاتحاد السوفييتي حظر السفر على مقدمي طلبات الهجرة المرفوضين، ويقدر عدد المهاجرين أولئك خلال ذلك العقد بحوالي 163 ألف، وهم لا يشكلون بالضرورة غالبية المهاجرين اليهود من الاتحاد السوفييتي في نفس الفترة.

## الخلفية
كانت الهجرة الجماعية أمرًا غير مرغوب فيه من الناحية السياسية للنظام السوفييتي. وبعد انتصار إسرائيل في حرب 1967، قام الاتحاد السوفييتي بقطع علاقاته الدبلوماسية مع الدولة اليهودية. وقد ظهرت حملة إعلانية مضادة للصهيونية في وسائل الإعلام المملوكة للدولة، بالإضافة إلى ظهور مكافحة الصهيونية في الاتحاد السوفييتي. وقد صاحب ذلك تمييز حاد ضد يهود الاتحاد السوفييتي. ومع نهاية الستينيات من القرن العشرين، أصبحت الحياة الثقافية والدينية اليهودية في الاتحاد السوفييتي أمرًا مستحيلاً من الناحية العملية، وتم استيعاب اليهود السوفييت والإلحاد.
وقد أثار إحساس الفخر بانتصار الدولة اليهودية على الأعداء من العرب الذين كان يتم تسليحهم من خلال الاتحاد السوفييتي مشاعر الصهيونية.
وقد تم رفض منح العديد منهم الإذن الرسمي لمغادرة الاتحاد السوفييتي. ومن أسباب الرفض الشائعة التي كان يتم تقديمها من خلال وزارة OVIR (ОВиР)، وزراة الشئون الداخلية الروسية (MVD)، والتي كانت مسئولة عن منح تأشيرات الخروج، أن الأشخاص الذين اطلعوا في فترة من فترات عملهم المهني على معلومات هامة بالنسبة للأمن القومي السوفييتي لا يمكنهم مغادرة الدولة.

### زيادة عدد المهاجرين
بعد عملية اختطاف الطائرة على يد ديمشيتس وكوزنيتسوف في عام 1970، والحملة التي تلت ذلك، أدت الإدانات الدولية القوية إلى دفع السلطات السوفييتية إلى زيادة الحصة المخصصة للهجرة. وخلال الفترة بين 1960 و1970، غادر الاتحاد السوفييتي 4000 فرد، وفي العقد التالي، ارتفع هذا الرقم إلى 250 ألف شخص.
وفي عام 1972، فرض الاتحاد السوفييتي ما يطلق عليه اسم «ضريبة الشهادة» على من يرغبون في الرحيل، والذين تلقوا التعليم العالي في الاتحاد السوفييتي. وفي بعض الحالات، كانت تلك الرسوم مرتفعة للغاية وتصل إلى عشرين راتبًا سنويًا. وقد تم وضع هذا الإجراء على ما يبدو من أجل مكافحة هجرة العقول الناجمة عن الهجرة المتنامية لليهود السوفييت وغيرهم من أعضاء صفوة المثقفين إلى الغرب. وبعد الاعتراضات الدولية، ألغى الكرملين الضريبة، إلا أنه استمر في فرض العديد من القيود المتنوعة على نحو متفرق.
وقد اختار العديد من أولئك الذين سمح لهم بالمغادرة إلى إسرائيل وجهات أخرى، وكان من أبرزها الولايات المتحدة.

## سياسة الهجرة في الاتحاد السوفييتي
كان يجب على من يرغب في مغادرة الاتحاد السوفييتي التقدم للحصول على تأشيرة خروج، والتي كان يمكن أن تحتوي على خطاب طلب موجه من أحد أعضاء العائلة المقيمين في نفس الدولة التي يرغب الشخص في الهجرة إليها. وكان الشخص الذي يقوم بإرسال التأشيرة ملزمًا بدعم هذا الفرد من أعضاء العائلة. وكان يجب أن يتم توثيق الطلب المرسل من هذا الفرد في دولة المنشأ، ثم يتم إرساله إلى الفرد الذي يعيش في الاتحاد السوفييتي. وكان يجب على الشخص الذي يطلب الحصول على التأشيرة بعد ذلك التوجه إلى وزارة الشئون الداخلية، التي كان يطلق عليها اسم "Ovir" (أي مكتب تأشيرات وتسجيلات وزارة الشئون الداخلية). وفي وزارة الشئون الداخلية، كان يجب على الشخص تعبئة كل أنواع الوثائق، والتي كانت تشتمل في جزء منها على الرد على أسئلة تطفلية. وكان يجب على الشخص بعد ذلك إحضار «كاراكتاريستيكا»، وهي أحد أشكال خطابات التوصية من مديره في مكان عمله. وللحصول على التأشيرة، كان يجب على الشخص كذلك الحصول على موافقات من المدارس التي يدرس بها أطفاله ومن المجتمع المحلي الذي كان يعيش فيه. كما كان يجب الحصول على موافقة بأن الشخص ليست عليه أي ديون داخل الاتحاد السوفييتي، وموافقة من أولياء أمور الشخص، وحتى موافقة من المطلق/المطلقة إذا كان الشخص الذي يطلب الحصول على التأشيرة مطلقًا. وإذا كان المهاجر عضوًا في أحد الأحزاب، كان يتوجب عليه الحصول على موافقة من مكاتب الحزب المحلي ومن الاتحاد المهني للإشارة بموافقتهم على هجرته. وبعد أن يتم تسليم كل الموافقات وإبلاغ كل شخص له علاقة بالشخص بنيته في مغادرة الدولة، كان يتم تسليم كل الوثائق إلى مكتب تأشيرات وتسجيلات وزارة الشئون الداخلية، بالإضافة إلى دفع 40 روبيل روسي. وبشكل نموذجي، كان يمكن أن يتم الحصول على رد رسمي على الطلب بعد حوالي نصف عام. وإذا كانت الإجابة إيجابية، كان يجب على الشخص تسليم تأكيدات تشير إلى مغادرة كل أطفاله للمدارس، وأن هذا الشخص قد غادر العمل، وأنه قد تم بيع الشقة التي يقطن بها. وخلال حرب الأيام الستة، توقفت الهجرة من الاتحاد السوفييتي تقريبًا بشكل كامل، وبالإضافة إلى ذلك، لم تكن السلطات تقبل أي طلبات بتأشيرات الهجرة. والسبب في ذلك كان أن الاتحاد السوفييتي يدعم الدول العربية أثناء الحرب، بالإضافة إلى قطع العلاقات مع إسرائيل.
وفي عام 1971، وصلت الحركة المناهضة للصهيونية إلى مدى لم تصل إليه من قبل، وحتى مع ذلك، وأثناء هذا العام، تم اتخاذ قرار من خلال كبار أصحاب القرار فيما يتعلق بمنح تأشيرات الخروج للمهاجرين من اليهود.

## عوامل الهجرة
أدى الانتصار الكاسح لإسرائيل أثناء حرب الأيام الستة إلى تغيير رأي العديد من اليهود في الاتحاد السوفييتي. فقد أدى هذا الانتصار إلى زيادة مشاعر الفخر بين اليهود. وبالإضافة إلى ذلك، أدى إلى ازدياد الشعور بالغربة في الاتحاد السوفييتي، الذي كان حليفًا للدول العربية أثناء الحرب. وبعد الحرب، بدأ اليهود السوفييت في إرسال الخطابات إلى السلطات السوفييتية مطالبين إياها بالسماح لهم بالهجرة إلى إسرائيل. وباستثناء ظهور مشاعر قومية بين اليهود المقيمين في الاتحاد السوفييتي، كانت هناك كذلك أسباب إضافية تدفعهم إلى تقرير الهجرة: [بحاجة لمصدر]
1. كان اليهود يتعرضون للتمييز ضدهم في مؤسسات التعليم العالي (من خلال سياسية أطلق عليها اسم العدد المغلق) وفي المؤسسات الحكومية وفيما يتعلق بالتطور المهني.
2. شاعت الدعاية المناهضة للصهيونية في وسائل الإعلام السوفييتية.
3. كان العديد من اليهود لا يشعرون بالرضا حيال الوضع السياسي والاقتصادي. [بحاجة لمصدر]
4. دفع الشعور القومي المتنامي بين الدول السوفييتية بعض اليهود إلى التفكير في الحصول على حقهم في الهوية القومية. [بحاجة لمصدر]
5. التواصل المتزايد بين اليهود السوفييت واليهود في مختلف أرجاء العالم. [بحاجة لمصدر]

## امتصاص موجة الهجرة

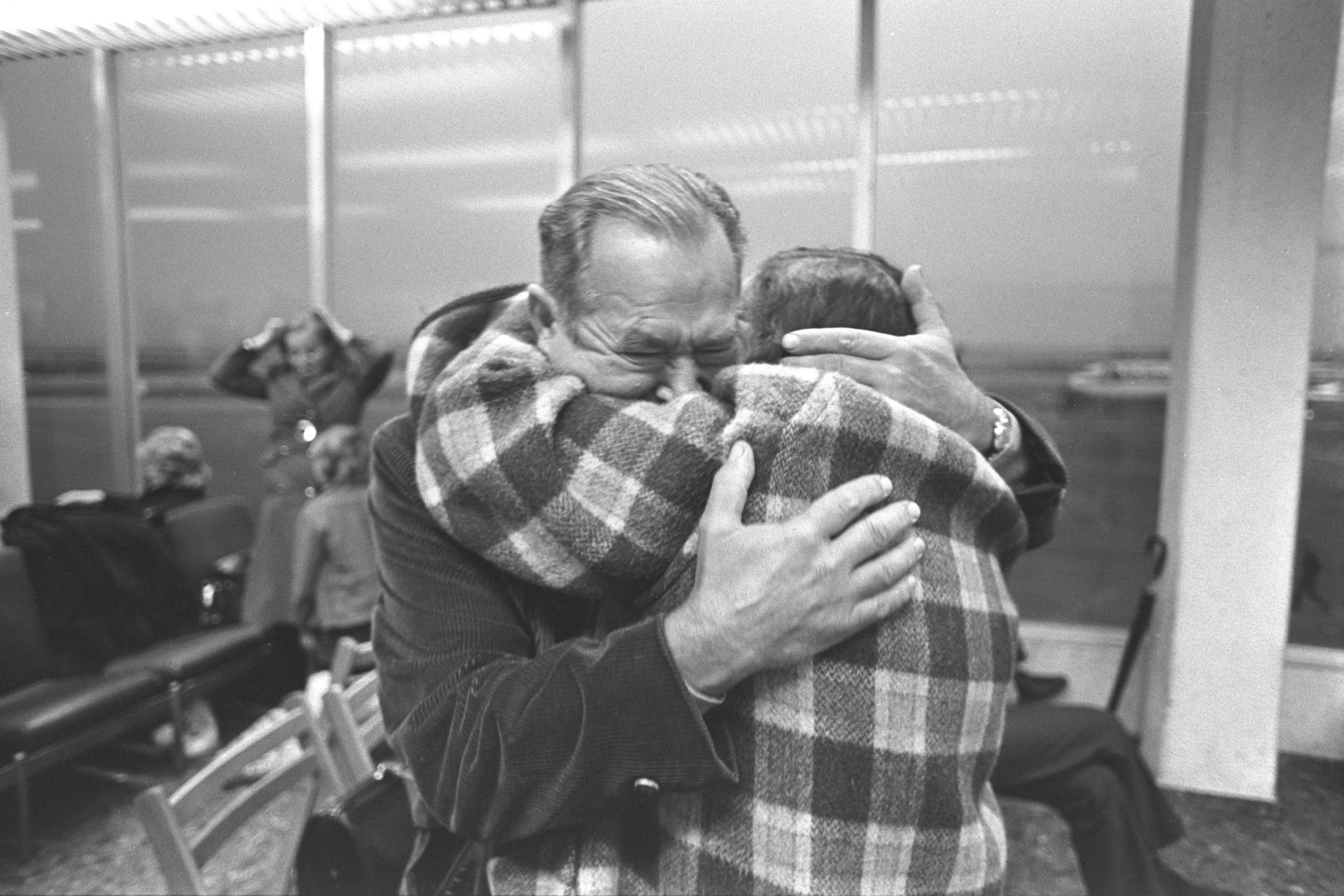
1972. اجتماع أخ وأخته بعد 20 عامًا من الانفصال، بعد الوصول مباشرة من روسيا، في مطار لود.

خلال أواخر الستينيات من القرن العشرين والسبعينيات من نفس القرن، هاجر حوالي 163000 يهودي سوفييتي إلى إسرائيل، وقد حدثت أغلبية موجة الهجرة تلك بين عامي 1969 و1973. ومقارنة بالمهاجرين الآخرين الذين هاجروا إلى إسرائيل خلال نفس الفترة الزمنية، يقال إن مهاجري الاتحاد السوفييتي شعروا بحنين قوي إلى إسرائيل، ومال أغلبهم إلى البقاء في الدولة. [بحاجة لمصدر]
وبخلاف المهاجرين الذين وصلوا من الدول الغربية، قالت نسبة صغيرة من المهاجرين من الاتحاد السوفييتي إنهم لم يكونوا يشعرون بالرضا حيال الوظائف التي حصلوا عليها. وفيما يتعلق بالعثور على العمل، قال فقط ثلث العمال إن الدولة ساعدتهم على العثور على العمل. [بحاجة لمصدر]
وقد شعر مهاجرو الاتحاد السوفييتي خلال تلك السنوات أن تعلم اللغة العبرية كان أمرًا ضروريًا تمامًا مثل البحث عن المسكن والوظيفة، وبالتالي، فقد كانوا ينظرون إلى ذلك على أنه أولوية عالية. وقد أنشأت الدولة مدارس اللغات («أولبان») وكانت متاحة بالمجان للمهاجرين، مما ساعدهم على تعلم اللغة العبرية. [بحاجة لمصدر]
وقد بدأ عدد متزايد من اليهود السوفييت في اختيار الهجرة إلى الولايات المتحدة بدلاً من إسرائيل. وهؤلاء، الذين كان يطلق عليهم اسم «المتسربين»، كانوا يتقدمون للحصول على تأشيرات باللجوء إلى الولايات المتحدة أثناء الانتظار في مراكز الانتقال العابر في أوروبا. وفي مارس من عام 1976، زادت نسبة المتسربين عن 50%. وأغلب اليهود السوفييت الذين رغبوا في الهجرة إلى إسرائيل لأسباب دينية أو أيديولوجية أو عائلية كانوا قد هاجروا بالفعل بحلول عام 1973، وأغلبية المهاجرين مع نهايات السبعينيات من القرن العشرين كانت دوافعهم إلى مغادرة الاتحاد السوفييتي تتمثل في الأسباب الاقتصادية ومعاداة السامية، كما أنهم شعروا بوجود المزيد من الفرص في الولايات المتحدة. ومع ذلك، استمرت مجموعة صغيرة من المهاجرين في التوجه إلى إسرائيل. وفي عام 1979، تم منح رقم قياسي وصل إلى 71 ألف يهودي الإذن بالمغادرة، توجه منهم 12117 شخصًا فقط إلى إسرائيل.
وأغلب اليهود السوفييت الذين استمروا في الهجرة إلى إسرائيل كانوا أولئك الذين لديهم هويات يهودية قوية من دول البلطيق ومولدوفا وجورجيا، في حين أن المتسربين كانوا بشكل رئيسي من اليهود المستوعبين من وسط روسيا.